# McChord légitámaszpont
A McChord légitámaszpont az USA Washington államában elhelyezkedő légibázis, 2010. február 1-je óta a Lewis–McChord közös légitámaszpont része.

## Története

### Megalapítása
1917-ben a szövetségi kormány 283 négyzetkilométernyi területet vásárolt egy katonai bázis (Camp Lewis, később Fort Lewis) létrehozására. 1927-ben újabb területet vásároltak; Tacoma repülőtér 1930. március 14-én nyílt meg.
1938. február 28-án a repülőtér a szövetségi kormány tulajdonába került, 1940. július 3-án pedig William Caldwell McChord tiszteletére McChord légitámaszpontra nevezték át. 1947-ben a támaszpont függetlenedett Fort Lewistól.

### A második világháborúban
1940-ben a bázis a légierő északnyugati divíziójának állomása lett; feladatuk az északnyugati területek védelme volt. A Kaliforniából ideköltöztetett 17. bombázóezredet Douglas B–18 Bolo típusú repülőgépekkel szerelték fel. A Pearl Harbor elleni japán támadást követően az ezred B–25 Mitchell típusú gépeit először 1941. december 24-én vetették be; ekkor egy japán tengeralattjáróra négy, egyenként 140 kilogramm tömegű bombát dobtak. A 17. bombázóezredet 1942-ben Dél-Karolinába vezényelték át.
Az ezred elköltözésével a bázis feladata a B–17 Flying Fortressek és B–24 Liberatorok legénységének képzése lett. A Pearl Harbornál szolgáló századok többségét a McChord bázison képezték ki.
1943 közepétől már a B–29 Superfortress nehézbombázók legénységét képezték. 1944–1945-ben a P–39 Airacobrák átalakításáért felelős műszaki parancsnokság működött itt.
Miután Európában véget ért a háború, a visszaérkező csapatokat a Bukás hadműveletben vetették volna be, azonban erre Hirosima és Nagaszaki bombázása miatt nem került sor.

### A hidegháborúban
1945 áprilisától a bázis a légierő 1. és 2. bombázórajának állomása volt. A támaszpont mai formájában 1948-tól működik.

### 1990-től
Miután a C–141 Starliftereket kivonták a forgalomból, helyüket C–17 Globemaster III-ak vették át.
1998-ban, 2005-ben, 2007-ben és 2009-ben itt rendezték meg a légi rodeót.
A 2005-ös költségcsökkentési irányelv értelmében a bázist és Fort Lewist 2010. február 1-jével összevonták; a létesítmény Lewis–McChord közös légitámaszpont néven működik tovább.

## Egységek

### Légvédelem
1946. augusztus 1-től az USA légvédelméért a McChord bázis parancsnoksága felelt. A hidegháborúban több elfogó századnak is itt volt a székhelye. A 325. műveleti csoport 1948 és 1950 között kettő, F–82 Twin Mustangból álló századot állomásoztatott itt.
A támaszpont volt a 28 légvédelmi radarállomás egyike. Az 505. légi irányító csoportot 1947. május 21-én helyezték üzembe. 1951 februárjában kettő, General Electric AN/CPS-6 típusú radart állítottak fel.
Az 1958-ban létesített SAGE DC-12 típusú adatközpontot és CC-3 típusú harci központot 1960-ban aktiválták. A légvédelmi célokat szolgáló hálózatot a seattle-i légvédelmi szektor kezelte.
A radarállomást 1960. április 1-jén leszerelték, a seattle-i szektort pedig 1966. április 1-jén szüntették meg. A SAGE működtetője a 25. légi divízió lett, melynek utódja a nyugati légi divízió.

### Légi szállítás

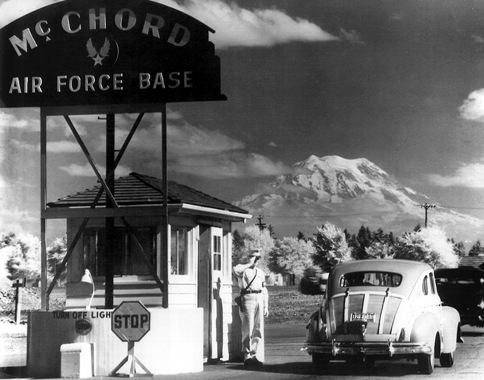
A támaszpont egykori bejárata

1947-ben a 62. csapatszállító csoportot a McChord bázisra költöztették. Az 1947. augusztus 15-étől működő csoport 90 napig Európában teljesített szolgálatot. A csoport első C–54 Skymasterét október 6-án kapta meg. 1950. június 1-jén a szárny működését költségvetési okokból felfüggesztették, azonban a koreai háború miatt 1951-től újra szolgálatba álltak, később pedig már C–124 Globemaster II gépekkel repültek.
1952-ben és 1953-ban a csoport katonákat, felszerelést, egészségügyi termékeket, vérplazmát és fegyvereket is szállított a Közel-Keletre; 1954 márciusában Francia Indokínába egy francia gyalogszázadot vittek. A hidegháborúban a légvédelmi parancsnokság (NORAD) a Szovjetunió felől érkező támadásokat előjelző rendszer kiépítésébe kezdett, mely elég hamar értesíti a csapatokat ahhoz, hogy ellentámadást indítsanak. 1955 és 1957 között a 62. raj Alaszkába szállított felszereléseket a radarhálózat kivitelezéséhez. A szállítások 1969-ig tartottak.
A nemzetközi geofizikai év (1957–1958) során a csapatok a Csendes-óceánhoz és a Jeges-tengerhez szállítottak mérőeszközöket. 1960-ban az ENSZ csapatait, 1963-ban pedig nukleáris fegyvereket vittek.
1968-ban a McChord támaszpont légvédelmi, majd katonai szállító parancsnokságként üzemelt. A bázis volt az USA három támaszpontja az egyik, amely C–141 Starliftereket üzemeltet. Később a taktikai parancsnokság F–106 Delta Dartokkal és F–15 Eagle-ökkel repült. 1969. szeptember 18-án egy C–47 Skytrain felszállás közben visszazuhant a földre; a balesetben öten meghaltak és heten megsérültek. 1975-ben a taktikai parancsnokság C–130 Herculeseit a katonai szállító parancsnokságnak értékesítette.
1980-ban a Mount Saint Helens kitörése után a bázis legénysége segített a túlélők felkutatásában, 1988-ban pedig a Yellowstone Nemzeti Park oltásában működtek közre.
1991-ben a Fülöp-szigeteki Pinatubo-hegy kitörése miatt a Clark légibázis legénységét evakuálták; a személyzetet a McChord támaszpontra szállították. 1992-ben egy légi bemutató során két C–141-es gép összeütközött; a balesetben a személyzet mind a 13 tagja életét vesztette.

#### 62. légi szállító raj
A 7200 fős katonai és polgári személyzettel rendelkező raj feladatai az egész világra kiterjednek, továbbá az antarktiszi szállításokat is ők végzik.

## Múzeum
A támaszpont múzeumát 1982-ben alapította a McChord Légimúzeum Alapítvány. A létesítményben repülőgépek, fegyverek és művészeti alkotások vannak kiállítva.
A múzeum három részből áll: a főépületben a kiállítóterek mellett ajándékbolt és irodák találhatóak, a Heritage Hill Airparkben repülőgépek vannak kiállítva, a 301. számú épületben pedig műhelymunka folyik.

## Népesség
A támaszpontot a Népszámlálási Hivatal statisztikai településként tartja számon; népességének változása:
| Lakosok száma | 4538 | 4096 | 2507 | 3188 |
|               | 1990 | 2000 | 2010 | 2020 |

## Fordítás
- Ez a szócikk részben vagy egészben  a   McChord Field című angol Wikipédia-szócikk ezen változatának fordításán alapul.  Az eredeti cikk szerkesztőit annak laptörténete sorolja fel. Ez a jelzés csupán a megfogalmazás eredetét és a szerzői jogokat jelzi, nem szolgál a cikkben szereplő információk forrásmegjelöléseként.